# David Haye
David Deron Haye (Londen, 13 oktober 1980) is een Brits voormalig bokser. Hij was WBA-, WBC- en WBO-kampioen in het cruisergewicht en WBA-kampioen in het zwaargewicht.

## Amateurcarrière
David Haye begon op tienjarige leeftijd met boksen. Hij werd in een kwalificatietoernooi voor de Olympische Spelen in Sydney voortijdig uitgeschakeld. In 2001 behaalde Haye een zilveren medaille in het zwaargewicht op het WK. Hij verloor in de finale van de Cubaan Odlanier Solis.

## Begin profcarrière
David Haye werd prof op 22-jarige leeftijd. Op 8 december 2002 maakte hij zijn profdebuut als cruisergewicht tegen de Engelsman Tony Booth. Hij won omdat zijn tegenstander opgaf na de tweede ronde. Zijn eerste tien partijen won hij voortijdig en in zijn elfde gevecht kreeg hij al een kans op een wereldtitel. Het leek te vroeg voor Haye. Hij verloor op 10 september 2004 de strijd om de IBO Cruisergewicht-titel van de Engelsman Carl Thompson op TKO in de vijfde ronde.

## Titels
Na zijn nederlaag tegen Carl Thompson, herpakte Haye zich en kreeg op 16 december 2005 de kans op de Europese Cruisergewicht-titel. Hij versloeg de Oekraïner Alexander Gurov op KO in de eerste ronde. Hij verdedigde de titel meerdere malen met succes en op 10 november 2007 kreeg hij de kans op de WBA & WBC Crusiergewicht-titel tegen de Fransman Jean-Marc Mormeck. Haye ging neer in de vierde ronde, maar won uiteindelijk op TKO in de zevende ronde. In zijn volgende gevecht won hij ook de WBO Cruisergewicht-titel na winst op TKO in de tweede ronde tegen landgenoot Enzo Maccarinelli. Hij besloot hierna over te stappen naar het zwaargewicht. Op 7 november 2009 won Haye de WBA Zwaargewicht-titel op punten van de Russische reus Nikolaj Valoejev. Op 2 juli 2011 verloor hij zijn titel aan Volodymyr Klytsjko.